# Агонијера (Кјети)
Агонијера (итал. Agoniera) је насеље у Италији у округу Кјети, региону Абруцо.
Према процени из 2011. у насељу је живело 10 становника. Насеље се налази на надморској висини од 325 м.